# Jan Jongbloed
Jan Jongbloed (25. listopadu 1940, Amsterdam – 31. srpna 2023) byl nizozemský fotbalový brankář. Po skončení aktivní kariéry působil jako trenér ve funkci asistenta.
Zemřel 31. srpna 2023 ve věku 82 let.

## Fotbalová kariéra
V nizozemské lize dále hrál za DWS Amsterdam, FC Amsterdam, Roda JC Kerkrade a Go Ahead Eagles. Nastoupil v 685 ligových utkáních. V sezóně 1963/64 vyhrál s DWS Amsterdam nizozemskou ligu. V Poháru mistrů evropských zemí nastoupil v 6 utkáních a v Poháru UEFA nastoupil v 15 utkáních. Za nizozemskou reprezentaci nastoupil v letech 1962–1978 ve 24 utkáních. Byl členem nizozemské reprezentace na Mistrovství světa ve fotbale 1974, kdy Nizozemsko získalo stříbrné medaile za 2. místo. Nastoupil ve všech 7 utkáních. Byl členem nizozemské reprezentace na Mistrovství světa ve fotbale 1978, kdy Nizozemsko získalo stříbrné medaile za 2. místo. Nastoupil v 5 utkáních. Byl členem nizozemské reprezentace na Mistrovství Evropy ve fotbale 1976, kdy Nizozemsko získalo bronzové medaile za 3. místo, ale v utkání nenastoupil.

## Ligová bilance
| Ročník                    | Zápasy | Góly | Klub             |
| ------------------------- | ------ | ---- | ---------------- |
| Eredivisie 1959/60        | 24     | 0    | DWS Amsterdam    |
| Eredivisie 1960/61        | 21     | 0    | DWS Amsterdam    |
| Eredivisie 1961/62        | 17     | 0    | DWS Amsterdam    |
| Eerste Divisie 1962/63    | 28     | 0    | DWS Amsterdam    |
| Eredivisie 1963/64        | 30     | 0    | DWS Amsterdam    |
| Eredivisie 1964/65        | 28     | 0    | DWS Amsterdam    |
| Eredivisie 1965/66        | 30     | 0    | DWS Amsterdam    |
| Eredivisie 1965/67        | 10     | 0    | DWS Amsterdam    |
| Eredivisie 1967/68        | 16     | 0    | DWS Amsterdam    |
| Eredivisie 1968/69        | 34     | 0    | DWS Amsterdam    |
| Eredivisie 1969/70        | 33     | 0    | DWS Amsterdam    |
| Eredivisie 1970/71        | 34     | 0    | DWS Amsterdam    |
| Eredivisie 1971/72        | 34     | 0    | DWS Amsterdam    |
| Eredivisie 1972/73        | 34     | 0    | FC Amsterdam     |
| Eredivisie 1973/74        | 34     | 0    | FC Amsterdam     |
| Eredivisie 1974/75        | 34     | 0    | FC Amsterdam     |
| Eredivisie 1975/76        | 25     | 0    | FC Amsterdam     |
| Eredivisie 1976/77        | 34     | 0    | FC Amsterdam     |
| Eredivisie 1977/78        | 34     | 0    | Roda JC Kerkrade |
| Eredivisie 1978/79        | 33     | 0    | Roda JC Kerkrade |
| Eredivisie 1979/80        | 34     | 0    | Roda JC Kerkrade |
| Eredivisie 1980/81        | 31     | 0    | Roda JC Kerkrade |
| Eredivisie 1982/83        | 11     | 0    | Go Ahead Eagles  |
| Eredivisie 1983/84        | 32     | 0    | Go Ahead Eagles  |
| Eredivisie 1984/85        | 32     | 0    | Go Ahead Eagles  |
| Eredivisie 1985/86        | 6      | 0    | Go Ahead Eagles  |
| CELKEM 1. nizozemská liga | 685    | 0    |                  |